# Sobiesęki (Brzeziny)
Sobiesęki ist eine Ortschaft mit einem Schulzenamt der Landgemeinde Brzeziny im Powiat Kaliski der Woiwodschaft Großpolen in Polen.

## Geschichte
Das Dorf bestand im Mittelalter. Im Jahr 1782 wurden dort „Olędrzy“ (siehe Hauländer, auch Holländer) von Marcin Wągrowski angesiedelt. Nach der zweiten Teilung Polens gehörte es von 1793 bis 1807 zu Südpreußen. 1809 kam Sobiesęki ins Herzogtum Warschau und 1815 ins neu entstandene russisch beherrschte Kongresspolen.

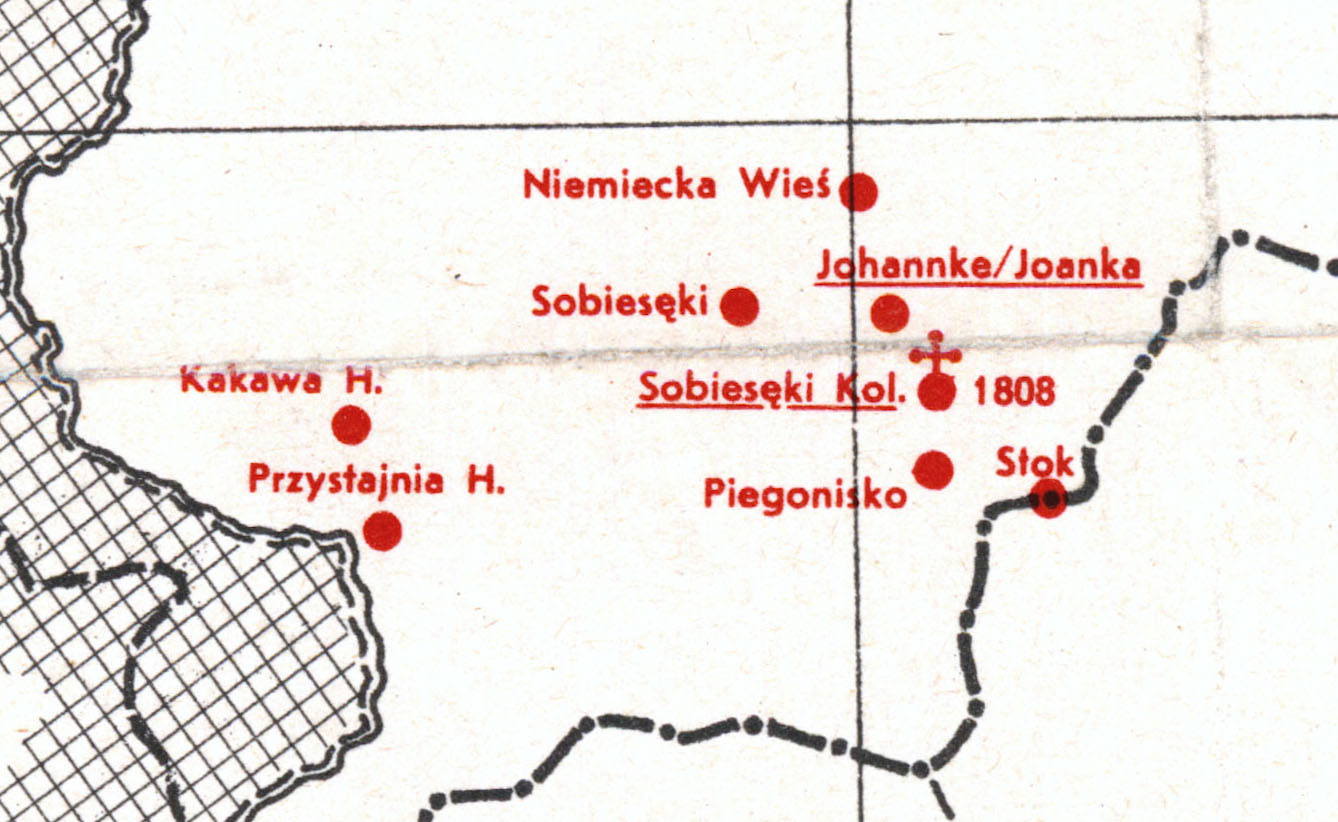
Die Umgebung von Sobiesęki auf der Karte der deutschen Siedlungen in Mittelpolen von Albert Breyer (1938)

Ähnlich entstanden die deutschen Kolonien in Piegonisko und Stok im Jahr 1782, sowie später in Niemiecka Wieś, Joanka und weiter westlich in Kakawa und Przystajnia (siehe auch Deutsche Sprachinseln im Kalischer Land). Für die Protestanten wurde im Jahr 1808 ein Holzbethaus in Iwanowice (damals eine Stadt) gebaut, aber es brannte 1818 nieder. Danach wurde eine gemauerte Kirche in Sobieseki erbaut. Die Pfarrei umfasste nie über 2.000 Mitglieder. Die armen Bauern konnten nicht immer einen Pastor ernähren, z. B. in den Jahren 1866 bis 1881 war der Pfarrhaus leer und die Kirche wurde vernachlässigt. Nach dem Ankunft des Pastors Mikulski wurden 1882 neue kirchliche Gebäude erbaut.
Nach dem Ende des Ersten Weltkriegs kam Sobiesęki zu Polen. 1919 gab es in Sobiesęki eine deutsche Schule. 1923 der Pastor war Jakob Gerhardt.
Um 26. Oktober 1939 wurde das Kalischer Gebiet annektiert und als Teil des neuen Reichsgaues Posen, später Wartheland, in das deutsche Reich eingegliedert. Von 1975 bis 1998 gehörte Sobiesęki zur Woiwodschaft Kalisz.
In den frühen 1990er Jahren wurde die verlassene lutherische Kirche von den Katholiken abgekauft und wurde zur katholischen Pfarrkirche. Der Friedhof wurde profaniert (die Grabsteine wurden zum Bau eines Bürgersteigs benutzt).
Sobiesęki, sowie das Altdorf wie die Kolonie, ist heute zwischen vier Schulzenämtern geteilt: Sobiesęki in der Gemeinde Brzeziny, sowie Sobiesęki Pierwsze, Sobiesęki Drugie, Sobiesęki Trzecie in der Gemeinde Szczytniki.